# Crayon 301
Das Camping World RV Sales 301 ist eines von zwei Rennen im NASCAR Sprint Cup, die jährlich auf dem New Hampshire Motor Speedway in Loudon im US-Bundesstaat New Hampshire stattfinden.
Das Rennen wurde erstmals im Jahre 1993 ausgetragen. Im Laufe des Rennwochenendes im Jahre 2000, als das Rennen noch „thatlook.com 300“ hieß, kam es zu einem fatalen Unfall, als Kenny Irwin jr., der Winston Cup Rookie of the Year 1998, tödlich verunglückte. Im darauf folgenden Rennen in New Hampshire, dem Dura Lube 300 im September 2000, wurden Luftmengenbegrenzer eingesetzt.
Für die Saison 2008 erfolgte aus Marketinggründen die Umbenennung in Lenox Industrial Tools 301, mit dem der Sponsor seine Kampagne unterstreichen wollte, eine extra Meile für seine Kunden zu gehen. Der Slogan „The Extra Mile at the Magic Mile“ wurde mit dem Rennen in Verbindung gebracht. Allerdings ist das nicht ganz korrekt, denn die 301 bezieht sich nicht auf die Rennlänge in Meilen, sondern auf die Rundenzahl (insgesamt 318.458 Meilen). Als 2013 der Sponsor Camping World das Sponsoring übernahm, entschied man sich die extra Runde beizubehalten, da die Idee bei vielen Fans anklang fand.

## Sieger
- 1993: Rusty Wallace
- 1994: Ricky Rudd
- 1995: Jeff Gordon
- 1996: Ernie Irvan
- 1997: Jeff Burton
- 1998: Jeff Burton
- 1999: Jeff Burton
- 2000: Tony Stewart
- 2001: Dale Jarrett
- 2002: Ward Burton
- 2003: Jimmie Johnson
- 2004: Kurt Busch
- 2005: Tony Stewart
- 2006: Kyle Busch (verlängert auf 308 Runden)
- 2007: Denny Hamlin (Erstes COT-Rennen)
- 2008: Kurt Busch
- 2009: Joey Logano
- 2010: Jimmie Johnson
- 2011: Ryan Newman
- 2012: Kasey Kahne
- 2013: Brian Vickers
- 2014: Brad Keselowski